# 上海城投
上海城投 (集团) 有限公司是位於中華人民共和國上海市的一家中國國有企業，隸屬於上海市國有資產監督管理委員會，主要從事城市基礎設施投資建設和運營管理，公司業務分為路橋、水務、環境、不動產等板塊。公司前身是1992年7月成立的上海市城市建設投資開發總公司，曾參與杨浦大桥、南浦大桥、徐浦大桥、上海内环線、上海中環線、苏州河环境整治、新江湾城开发、外滩交通综合改造等项目建設。2014年11月改制為有限責任公司。

## 外部連結
- 官方网站